# もののけ姫
『もののけ姫』（もののけひめ、英語: Princess Mononoke）は、1997年7月12日に公開されたスタジオジブリ制作の日本のアニメーション映画。原作・脚本・監督は宮崎駿。興行収入は201億8000万円で、当時『E.T.』（1982年）を抜いて、日本歴代興行収入第1位を記録した。キャッチコピーは「生きろ。」。
アニメの立ち位置を、ただファンが消費するものから、学者や批評家たちが批評するに値する「芸術」へと変える礎を築いた作品として広く認められている。                          
また、日本のアニメーション映画が国際的に大きな注目を浴びるきっかけとなった作品である。スティーヴン・シュナイダーの『死ぬまでに観たい映画1001本』にも掲載されていた。

## 概要
1980年（昭和55年）に宮崎駿がアニメ企画案のイメージボードとして構想した同名の作品があり（『宮崎駿イメージボード集』。ISBN 4-06-108068-7。1983年に収録）、1993年（平成5年）にそれを基にした絵本（『もののけ姫』。ISBN 4-19-860040-6。）が出版されている。
1994年にアニメージュでの『風の谷のナウシカ』の連載を終えた宮崎は1人準備班を立ち上げ最初の案を破棄して別ストーリーを構想。途中、『耳をすませば』や『On Your Mark』の製作で中断するも1995年4月3日に再開し安藤雅司作画監督と共にキャラクター作りから本格的作業をスタート。同年4月19日に企画書が完成。5月14日に屋久島5泊6日のロケハンをし帰京後の5月22日にスタッフルームが設けられる。
主題歌「もののけ姫」（作詞 - 宮崎駿 / 作曲・編曲 - 久石譲）を歌う米良美一は、女性のような高い声で歌うカウンターテナーが話題になり、この作品によって広く認知されるようになった。声優は『平成狸合戦ぽんぽこ』のおキヨの石田ゆり子、『紅の豚』のマンマユート・ボスの上條恒彦、『風の谷のナウシカ』のナウシカの島本須美とアスベルの松田洋治といった過去のジブリ作品にも出演した者が起用されている。

## 製作

### 映像
作画枚数
これまで宮崎駿の監督した長編アニメは、おおよそ5万から7万枚ほどの作画枚数で製作されてきたが、本作では14万枚以上もの枚数が使用された。宮崎は「ジブリを使いつぶす」ほどの覚悟で桁外れの労力と物量を本作に投入したというが、以降の『千と千尋の神隠し』（約11.2万枚）や『ハウルの動く城』（約14.8万枚）、『崖の上のポニョ』（約17万枚）もほぼ同規模かそれ以上の枚数であり、スタジオジブリの制作体制そのものを刷新する結果となった。
デジタル体制への移行
スタジオジブリ最後のセル画と絵の具を使った作品となった。この作品でもサンの顔に付いた血糊やデイダラボッチを3DCGで作った他画面の多重合成も行われ、製作スケジュールの追い込みでデジタル彩色も一部使用されていたが、以降のジブリ作品は線画をコンピュータに取り込み、デジタル彩色の手法を用いるフルデジタル処理で製作されるようになった。
また、タタリ神やデイダラボッチの動く触手も、3DCGのパーティクルによる流体シミュレーション機能を応用して制作されている。ラストの植物が芽吹き再生していくシーンでも3DCGによる制作が行われており、こうした3DCGを積極的に利用した最初のジブリ作品となった。
美術イメージ
本作は背景も総力を挙げるために美術監督5人制とする。まず1995年5月14日に山本二三、田中直哉、武重洋二の3人が宮崎駿監督と安藤雅司作画監督、動画チェックの舘野仁美、太田清美、福留嘉一らと共に舞台となるシシ神の森を描くために屋久島5泊6日のロケから参加。帰京後、武重は『On Your Mark』のため一時降板。
同年6月10日に男鹿和雄が参加しアシタカが住むエミシの村を描くために白神山地の取材に訪れている。青森県の鰺ヶ沢町、津軽峠、天狗峠、一ツ森町などを写真を撮ったり絵を描いたりしながら歩き回り、その時のイメージを作品にちりばめている。その後、同年7月1日に黒田聡が7月11日に武重洋二がそれぞれINし、さらにCG的背景を創ろうと福留嘉一が特殊美術に任命され、11月5日に山本がチーフとなる。

### テーマ
「神殺し」のモチーフ
作中で描かれる「神殺し」のモチーフは、小説『ギルガメシュ』からの影響であるが、過去に作者の梅原猛からアニメ化の要求があった際は、映像化するほど惹かれないとして断っている。本作を観た梅原は、似ているようで別物だと語っている。
ハンセン病
宮崎はこの作品を通してハンセン病への考えを表現した。

### 宣伝
タイトル
鈴木プロデューサーのもとに宮崎が訪ねてきて「鈴木さん、タイトル変えようと思うんだけど、『アシタカ𦻙記』でいこう」ということになり話はそこで終了した。鈴木敏夫プロデューサーは直感的に『もののけ姫』というタイトルが気に入っていたので、金曜ロードショー内で放送した製作告知CMの初報を『もののけ姫』のタイトルで強行して制作した。しばらくしてことの次第を聞き付けた宮崎はさらに食い下がることはなかった。
キャッチコピー
映画公開時のキャッチコピー「生きろ。」は、糸井重里によるもの。完成までには糸井と鈴木敏夫プロデューサーの間で激しいやり取りがあり、没になったコピー案は50本近くあった。主な候補に「おそろしいか、愛しいか。」「だいじなものは、ありますか。」「おまえは、まぶしい。」「昔々は、今の今。」「死ぬのと、生きるの、どっちが好きだ。」「死ぬなっ。」などがある。

### 音楽
音楽を担当した久石譲は、映画公開の2年前に宮崎駿と打ち合わせを行った際、映画の内容よりも今なぜこの作品を作らなければならないかという覚悟の話をされたという。宮崎の熱意に圧倒された久石は本作の音楽をフルオーケストラで書くことに決め、管弦楽は東京シティ・フィルハーモニック管弦楽団が担当した。これまでの宮崎作品では臨時編成のオーケストラによる演奏であったが、本作で初めて常設のプロオーケストラが起用された。
久石は本作のためにYAMAHAのVP1や、AKAIのサンプラーなどを使用したデモを制作し、そこからさらに本編のためのオーケストラスコアを書き上げた。音楽はオーケストラが主体であるが、シンセサイザーが全編で多用されているほか、和太鼓、篳篥、龍笛などの和楽器や、南米のケーナが使用されている。久石は本作を次作の『千と千尋の神隠し』と共に、「スタンダードなオーケストラにはない要素を導入しながら、いかに新しいサウンドを生み出していくか、というチャレンジを試みていた時期ですね」と述懐している。
冒頭の「ドーン」という音は、サンプリングのグランカッサとエスニック系の太鼓、シティ・フィルの大太鼓、ティンパニなどをミックスした合成音で、映画館では椅子が振動する効果が出るほど一つの音に対してもこだわって作られた。久石は「今回は悔いが無くなるまで最後まで仕上げたと思ってます。ひきずるモノがまったくありません」「この仕事、終わってほしくない。でも寝てないから早く終われとか色々思いました（笑）」と述べている。
これまでの宮崎作品のエンドロールは全て絵を入れていたが、本作では文字だけになっている。そこに主題歌とメインテーマが流れるが、宮崎は「これはやっぱりきちんと聴くに値する音楽になったなと思います」「その音楽だけはそのまま座って聴いていて欲しい」と語り、本作の音楽について「自分達の作品に最もふさわしい才能を探したあげく、結局、いつも久石さんにたどり着くという繰り返しだった」と述べている。

## あらすじ
プロローグ
中世（室町時代の頃）の日本が舞台。東と北の間にあると言われるエミシの村に住む少年アシタカは、村を襲ったタタリ神と呼ばれる化け物を退治した際、右腕に死の呪（のろ）いを受けてしまう。その正体は、何者かに鉛のつぶてを撃ち込まれ、人への憎しみからタタリ神と化した巨大な猪神（ナゴの守）であった。アシタカは呪いのため村を追われ、呪いを絶つためにも猪神が来た西の地へと旅立つ。
序盤
アシタカは旅の道中、乱妨取りに奔る地侍との戦いや謎の男ジコ坊との出会いを経て、古い神が棲むという"シシ神の森"に向かう。谷川の岸に辿り着くと、そこには谷に落ち川に流され、気絶している甲六たちがいた。彼らを岸に助け上げ対岸を見ると、そこには傷ついた山犬と1人の少女の姿があった。山犬と少女はアシタカをにらみつけ、その場を去っていく。
その後アシタカたちは、森の端でコダマに会う。案内されるように森の中を進み、奥の池の岸に着くと、金色の光の中に鹿のような生き物（シシ神）の姿があった。その姿を見た瞬間、アシタカの腕のあざが激しく反応する。
シシ神の森を抜けたアシタカたちは、甲六たちの住処にたどり着く。そこは「タタラ場」と呼ばれる、鉄を作る村であった。その地を治めるエボシは「石火矢」と呼ばれる火砲を村人に作らせており、それを使って森に棲む「もののけ」や、村の鉄を狙う地侍たちから村を守っていた。
彼らは鉄を作るために自然を破壊しているという自覚はあったが、シシ神やもののけたちを敬っているわけではなかった。アシタカはそこで村人たちの話を聞くにつれ、彼らにとってエボシという存在は、生きる希望を与えてくれるものであることを知る。そして同時に、自分に呪いを与えた猪神に鉛のつぶてを撃ち込んだのも実はエボシである、という事実を知ることになる。
中盤
その夜、エボシの命を「もののけ姫」が狙いに来る。その正体はアシタカが川岸で会った、山犬に育てられた人間の娘、サンであった。アシタカは窮地に陥ったサンを救うが、同時に瀕死の重傷を負ってしまう。アシタカは倒れながら「生きろ」とサンに語りかけるも、人を憎むサンは聞く耳を持たず、アシタカを殺そうとする。しかしその時、サンはアシタカから「そなたは美しい」と言われて動揺し、思い留まる。
その後サンは、アシタカを生と死を司るシシ神の住まう湖に連れて行く。シシ神がアシタカの傷を癒すのを見た彼女は、アシタカを生かすことに決め、介抱する。アシタカは次第に心を開いていくサンの姿を見て、森と人が争わずに済む道は無いのか、と思い悩むようになる。
終盤
その頃タタラ場には、エボシにシシ神殺しをさせようとする怪しげな装束の男たちが集結していた。彼らを率いるのはジコ坊である。男たちは天朝よりシシ神殺しを許可され、不老不死の力があると噂されるシシ神の首を狙っていた。エボシたちもまた、森を切り開くのをもののけたちに邪魔されたくなかったため、協力を約束したのである。タタラ場を出発したエボシたちは、人間との最終決戦を行おうとする猪神の大群と大戦争を始める。ところが、エボシが留守にしたタタラ場は、鉄を狙っている侍の集団に襲われてしまう。
日が暮れる中、森の中でアシタカはシシ神の池に向かうエボシに会い、神殺しを止めて侍に襲われている村に帰るよう伝える。彼女と別れたアシタカはサンを探しに森の奥へ行くが、エボシは構わず湖に向かうのであった。
ラスト
池で月光を浴び、夜の姿に変わろうとするシシ神を見つけたエボシは、気絶したサンを抱えたアシタカが止めるのも構わず、遂にその首を取る。するとシシ神の体から不気味な体液が大量に飛び散り、それに触れた者たちは死に、木は枯れてしまう。やがて体液は津波のような勢いで山を埋め尽くし、森は枯れ果てて、タタラ場も壊滅してしまうのであった。
目覚めたサンは、森を見て森が死んだと絶望し、人間に対する憎しみを爆発させる。しかし、アシタカはまだ望みはあるとサンを説得し、二人は協力して、シシ神の首を持って逃げようとするジコ坊を押し留め、首をシシ神に返す。シシ神は首を取り戻したが、朝日を浴びると同時に地に倒れて消える。その瞬間に風が吹き、枯れ果てた山には僅かながら緑が戻り、アシタカの腕の呪いも消えた。
エピローグ
アシタカのプロポーズに対し、サンは「アシタカは好きだが、人間を許すことはできない」と答える。アシタカは「それでもいい、サンは森で私はタタラ場で暮らそう、共に生きよう」と語る。エボシもタタラ場の村人たちに、「新たに良い村を作ろう」と語りかけるのであった。
最後に、倒れた一本の大木の上に芽生えた若木の横に、1体のコダマが現れて、頭を動かしカラカラと音を立てる場面で終わる。

## 登場人物

### 主要人物

#### アシタカ
本作の主人公。17歳。ヒイ様は「アシタカヒコ」と呼ぶ。エミシ（蝦夷、現在のアイヌ民族の祖とする説もある）がヤマト（大和、ヤマト王権または大和朝廷）との戦い（平安時代に起きた坂上田村麻呂の蝦夷征討）に敗れてから500年余り経過し、朝廷や将軍も衰えていた時代に、東と北の間にあると言われる村に生まれたエミシ一族の数少ない若者（エミシ一族も既に衰亡しつつあることをヒイ様たちが口にしている）。かつて田村麻呂率いる朝廷軍と勇敢に戦った、エミシの勇者アテルイの血を引く高貴な生まれで、エミシ一族の族長となるための教育を受け、それにふさわしい気品を持つ。無口であるが正義感が強く、また潔く、村を襲おうとするタタリ神に矢を放ち、命を奪うことと引き換えに死の呪いを受ける。それがきっかけとなり、村を追われる。村を出る前に、ヒイ様たちの前でまげ（成人した男子の証）を切り、御神体の岩壁に捧げた。まげを切った時に、彼は村の人間として暮らす資格を捨てた。彼の鏃は黒曜石製。蕨手刀を持つ。
右腕には、呪いの印である「赤黒いあざ」が残る。それは「強大な力を与える代わりに、少しずつ呪いが進行して命を奪っていく」というものである。この呪いは強大な力を発揮する時に、黒い蛇状に変化することがあり、タタリヘビという。武器をもって人と争おうとしたり、タタリ神が恨みを持つ者が近くにいたりすると、突然呪いが暴れ出す。こうなると、アシタカに決して人を殺す気はなくとも、自分では制御できない呪いの力のせいで殺すことになる。人を傷つけたり、殺めた後には呪いがさらに進行している。タタリヘビが現れた時は不明であるが、呪いが暴れている時には、腕のあざが強く激しい痛みと熱を発するため、その力を使った後は、腕を水をかけたり水に浸したりして、痛みと熱を和らげる必要がある。首を奪われたことで命を奪う黒い体液をまき散らし、暴走していたシシ神に、サンと共に首を返し、シシ神の風を浴びた後、右手にわずかな傷あとは残ったもののあざは消え去り、ようやく呪いによる死から免れることができた。
狩猟で鍛え上げた優れた弓術（作中で外したのは侍の兜に弾かれた時のみである）と、高い身体能力を合わせ持つ（侍の放った矢を至近距離かつ素手で受け止める離れ業をやってのけている）。また、トキいわく「いい男」で、タタラ場に住む女たちにも大いにモテていた。敵対する相手には容赦の無い一方で、無益な殺生や不必要な暴力を望まない誠実で温和な性格でもあるため、牛飼の男たちやジコ坊からも好感を持たれる。加えて山犬の娘のサンの心を開き、モロの君や乙事主からも一目を置かれ、シシ神もその命を助けている。エミシ一族は自給自足のため、硬貨を持たない。監督の話によると、エミシの村に近い東北は金の産地なので、彼は砂金の大粒を持っていた。

#### サン
もののけ姫。本作のヒロインで、15歳。
犬神（山犬）に育てられた人間。モロの君によると「森を侵した人間が、我が牙を逃れるために投げてよこした赤子」だという。顔に赤い逆三角形の入れ墨、白い山犬の尾付きの毛皮の外套、白い袖なしの服と、その下に紺色の袖なしの服、白い袋状の革靴といういでたち。戦う時は赤い土面と耳付きの白い山犬の毛皮を被る。山犬の牙で出来た短剣と槍を持つ。アシタカと会った時、彼女はモロの君が負った石火矢（いしびや）の傷から、鉛の毒を含む血を口で吸い取り、吐き出していた。
自分たちの住処である森を荒らされた恨みから人間を深く憎んでおり、山犬にまたがり、タタラ場や宿敵であるエボシ御前の命を狙って幾度となく襲撃を繰り返す。自分は山犬だと強く思い込むが、アシタカに会い、荒ぶる神々と人の間で心が揺れ動く。山犬を美しいと思い、自らを醜いと思っているが、アシタカの「美しい」との一言にひどく動揺する。アシタカがシシ神に助けられた後、彼を介抱し、彼に口移しで干し肉を食べさせたりした。
言葉を介さず、動物と意思疎通する能力がある。
名前は、1980年に宮崎駿がアニメ企画案として構想した作品のヒロインが「三の姫」（三番目の姫）であったことに由来する。
映画の最後に言った「アシタカは好きだが、人間を許すことはできない」は、アシタカのプロポーズに対する答え。監督いわく「（あの後）二人はしょっちゅう会っている」らしい。
アシタカが気絶して、山犬の巣である岩屋で数日間眠り続けている間に、密かに針と糸でアシタカの衣服を修繕するなど、山犬の子としてだけでなく人間としての家事能力も高い。

### もののけ

#### シシ神（ディダラボッチ）
生命の授与と奪取を行う森の神。イメージボードでは鹿神（ししがみ）。
アシタカ曰く「命そのもの」で、神の中では下級に位置するらしい。
新月の時に生まれ、月の満ち欠けと共に誕生と死を繰り返す。その首には不老不死の力があると信じられている。
シシ神の森の最深部にある溜め池を住処としている。人語を話すことはない。
昼の姿(シシ神)は枝分かれした、樹木の角が無数に頭頂部から生えた、猿のように赤い人面の鹿（人間のようなアーモンド型の目〈瞳の色は赤〉、山羊のような耳、猪のように前身が発達した胴体、カモシカのように長い体毛〈毛色は脚と尾および頭頂部から背面にかけては薄茶色、顔面の下から腹部にかけては白〉、小さな犬のような尾、3つの蹄のある鳥のような脚といった、無数の動物の様態〈角は植物で出来ている〉を持つ）のような生き物で、水面を浮いて歩く。地面では歩く度、足下で植物が一斉に成長しては枯れる。
夜の姿(ディダラボッチ)は頭と背中に無数のとげのようなものがつき、独特の黒い模様と半透明な体を持つ十数mの巨人。体内から青い光を放ちながら、夜の森を徘徊し、森を育てている。
初登場時はアシタカが甲六とヤ七を連れてシシ神の森に入った時で、森の奥が突然光り、その中を横切るシシ神の影をアシタカが目撃している(この時、同じような個体が複数確認されている)。
その後、アシタカが腹部に負った石火矢の傷を癒したが、腕のあざを癒すことはなかった。
劇中終盤、猪神の軍勢と人間たちとの争いのさなか、重傷を負ってタタリ神になろうとしていた乙事主やサンたちが森の最深部に到達した際、その姿を現して乙事主とモロの命を吸い取った。
エボシに新石火矢で撃たれるが怯む様子がなく、再び撃たれそうになった際は、新石火矢を見つめただけで木材部分に無数の枝葉を生やし、エボシが撃てなくしようとした。
そのまま月光を浴び、夜の姿に変わり始めた瞬間にエボシの新石火矢で首を吹き飛ばされてしまう。
首を失った後は大量の黒い体液を発生させ、山を枯らし、人々の命を吸い取りながら、ディダラボッチの姿で首を求めて暴走を始めた。
最後はようやくアシタカとサンの手で首を返され、朝日を浴びて倒れると同時に完全に消滅。
その際、周辺一帯に行き渡るほどの猛烈な暴風を起こし、その力によって枯死していた山々の植物を甦らせた。
アシタカの右腕の呪いを消しただけでなく、タタラ場の傷病者や右腕をモロに食いちぎられたエボシ、アサノ軍の侍との交戦の矢によって負傷していたヤックル、サンを乗せていた山犬の傷も癒している。

#### モロの君（きみ）
二本の尾を持つ白い巨大な300歳の雌の山犬。シシ神の森の近くの山頂の巨大な岩屋にサンや子供たちと共に棲む。
実子の2頭の山犬同様に、人間に捨てられたサンを育て、娘として愛している。人語を解し、高度な知能と強靭な身体能力を持つ。犬神として恐れられているが、子供想いの母性的な性格であり基本的には温和で争いを好まない。
サンと同様に人間を嫌い、シシ神の森を侵すエボシ御前を憎み、命を狙っている。ナゴの守同様にエボシから石火矢による傷を負わされ、既に身体が弱り、寿命が迫っているが、タタリ神と化したナゴの守と違い己の死を受け入れている。サンを人として解放しようとするアシタカには厳しく当たる一方、サンに対して「彼と共に生きる道もある」と諭す場面もあった。最期はタタリ神になりかけた乙事主からサンを取り返し、彼女をアシタカに託した後にシシ神によって命を吸い取られて倒れる。
首以外はシシ神の体液に触れるが、執念で首のみが独立して動き、エボシの右腕を食いちぎってシシ神の体液の中に飛び込んでいった。
乙事主とは百年ほど前まで恋仲であった。
モロ役について、美輪は声を吹き込む前に宮崎から「モロはいわば観世音菩薩なんです」と告げられた。加えて「普段の美輪さんのまま演じて下さればいいですよ」と告げられ、アフレコはある程度スムーズにいった。
しかし終盤モロが乙事主に「もはや言葉まで無くしたか」と言うシーンで、美輪は台本だけではモロの感情がつかめなかった。そこで美輪がシーンの意図を尋ねると、宮崎はニヤリと笑って「遠い昔モロと乙事主は"いい仲"（恋愛関係）だったんです」と告げた。この一言で美輪は全てを理解して演じると、一発でOKがもらえたとの事。

#### モロの子
人語を解する2頭の白い雄の山犬の兄弟。母より体が小さい。月夜に森の端から出てくる時に、目が黄色く光る場面がある。共に作中で名は呼ばれないので不明。サンを乗せ、共に人間と戦う。サンに甘える場面があるため、弟分らしい。母やサンと同様にタタラ場の人間を憎んでいるが、物語終盤で猪の死体に挟まれ身動きが取れなくなっていたところをアシタカとタタラ場の男たちに助けられた折には人を襲うことはなかった。終盤で1頭がアシタカをエボシの所へ案内する途中で、自分より足の遅い彼を乗せた。前述の1頭は、アシタカとエボシが森の中で再会した直後に、アシタカを置いてサンたちの所へ向かった。終盤でサンを乗せていた1頭は、サンと重傷を負った乙事主と共にシシ神の池に向かう時、彼も傷ついている。だが、彼の傷はシシ神の風で治った。

#### 猪神
人語を話す巨大な猪の神。大半は焦げ茶色の毛並みで、例外は白い毛並みの乙事主と茶色の毛並みであるナゴの守。
人間を憎んでいる点では山犬と同じである。また、一族の結束が強く、自らの誇りを優先する傾向があるが、それゆえに凝り固まった考えをしており、鎮西(九州)の森の主である乙事主と共にシシ神の森に来た猪神たちと山犬との会談でも、ナゴの守の死を「山犬がシシ神を一人占めして、助けずに裏切った」、「山犬がナゴの守を食い殺した」と決めつけて非難した。
終盤で人間と戦う前、モロによると、シシ神の森の近くの森を、乙事主たちが食い荒らしたという。その後、乙事主を除く猪神全員が白い泥を体に塗り、戦いのための化粧をした。
作中ではタタリ神に変貌したナゴの守がアシタカに討たれ、乙事主と共に人間に総攻撃を仕掛けた多数の猪神も乙事主を除いて全滅、さらに乙事主自身もタタリ神に変貌しかけた挙げ句、シシ神に命を吸い取られた。

#### ナゴの守（かみ）
冒頭で登場したタタリ神の正体であり、アシタカがタタラ場に赴くきっかけとなった巨大な雄の猪神。乙事主と共に来た猪神たちからは美しく強い兄弟だと称されている。
元々は現在のタタラ場の領域にあった森に生息している猪神たちを束ねる主であり、森を切り開こうとする人間を排除し続けていたが、エボシ御前が率いて討伐に乗り出してきた石火矢衆の石火矢により同胞は殺され、自身も重傷を負い、苦しみと死への恐怖、劣勢から森を逃げ出し、長い逃避行の中で呪いを取り込みつつ、怨念などの負の感情を増大させ、ついにはタタリ神に変貌、前述の森から遥か遠く離れたアシタカの村へとたどり着くと人間を襲おうとし、止めようとしたアシタカの右腕に呪いを掛けたが、彼に討たれたことで本来の姿と意識を取り戻し、彼の魂を慰め鎮めたいというヒイ様に対して、人間たちへの呪詛の言葉を吐きながら溶け、無残な白骨と化した。その後ヒイ様の指図により村で塚に埋葬された。
アシタカがタタラ場に到着後に、山犬の攻撃で谷に転落して死亡した牛飼いの通夜の際に、男衆の間でアシタカに説明するエボシの偉業としてナゴの守退治が話題に上がり、アシタカの右腕が痛んだ。
アシタカの右腕の暴走は、エボシに秘密の園の病者を紹介される際に（病者たちがエボシに頼まれ、新石火矢を開発中なのを見て）、エボシを殺害しようとして発生し、彼が左手で必死に抑えたが、結局は病者の長の説得で完全に収まった。

#### 乙事主（おっことぬし）
四本牙を持つ巨大な白い雄の猪神。500歳の最長老。
老齢のために目は既に見えないが、嗅覚と洞察力が鋭く、ジコ坊たちの偵察を見抜き、また重傷の身でありながらも巨大な岩を体当たりで粉砕するなど身体能力も高い。
モロいわく「少しは話の分かるやつ」であるが、死ぬと分かっていても猪神一族の誇りを優先してしまうことがあり、モロとの別れ際には、「たとえ我が一族がことごとく滅ぼうとも、人間に思い知らせてやる」と呟いている。モロの君とは旧知の間柄で良い仲（元々は恋人同士であった）であり、森を侵す人間を憎んでいる点では意見が一致しているものの、人間への対抗の方針を巡って意見が対立しており、百年ほど前に別れた。また自分の一族が、食料として人間に狩られかねないほどに弱体化していることに焦燥感を募らせている（他の猪神は彼より体が小さい。また、彼が「〈一族〉みんな小さく、バカになりつつある」と言った）。アシタカの片手からナゴの守の匂いを嗅ぎ取り、テレパシーでナゴの守の最期の様子を知ったと思しき描写がある。
一族であるナゴの守の死を受け、鎮西（九州）からシシ神の森を守るために他の猪神を率いて海を越えて渡来、人間に大攻勢をかけるも一族は全滅し、自身も後脚に槍が刺さり全身の切り傷と腹部から大出血するほどの重傷を負った。サンと共に傷を癒すためにシシ神の池へ向かう途中、死んだ猪神の皮をはいで被ったジバシリを「甦った一族」と誤認、罠に気づいたサンの制止も聞かずに、錯乱状態となりながら池へ暴走する。途中で倒れた彼に皮を被ったジバシリが毒矢を突き刺したことで大量の吐血をし、戦闘による傷の痛みと毒の苦しみと共に人間への強い憎しみからタタリ神へと変貌し始めてしまった。名前の由来は、宮崎の別荘があった長野県諏訪郡富士見町の乙事区から（下のエボシ御前は烏帽子区、甲六は富士見町と山梨県北杜市小淵沢町との県境となる甲六川に由来する。別荘自体は富士見町高森区にある）。
宮崎駿はモロと乙事主が昔は恋人同士であったことを絵コンテや台本に明記せず、美輪明宏のアフレコの出来に不満で、大急ぎでアフレコスタジオに駆け込んで美輪に修正を指示し、元彼の乙事主へのモロの対応として、色恋を表現した女らしい高い声で演技をしてもらい、宮崎は満足した。

#### 猩々（しょうじょう）
猿神。ニホンザルより大型の霊長類。濃い灰色の体毛（夜は黒く見える）。黒い瞳（夜は目が赤く光って見える）。人語を話すことができる。夜ごと崩された斜面に集まり、森を取り戻すため、木を植えようとする。森を奪った人間を憎んでいる。人間を倒す知恵を得るために人間を食べようと考え、サンに重傷を負ったアシタカを渡すよう要求する。エボシと猪神たちの戦いの後、サンたちに「破滅を連れて来た」と怒りをあらわにするも森に入ってきたジバシリに怯え逃げ出す。

#### コダマ（木霊）
精霊の一種で、豊かな森林に棲む。白い体や淡い緑色の体を持ち、頭を動かすとカラカラという音が鳴る。この音でシシ神を呼ぶ。暗い森の中や夜に淡く光り、半透明になったり姿を消す力を持つ。人語を話すことはできない。アシタカが森の端でコダマたちと会った時「ここにもコダマがいる」と言っており、エミシの村の近くの森にもいる模様。その後、森の中でコダマたちが集まる一本の大木を見て彼が「お前たちの母親か。立派な木だ」と言った。怪我人をおんぶしているアシタカの真似をしたり、森の中で迷ったアシタカを導くなど、特に人間に敵意を持っているわけではないらしい。キャラクターデザインは、森に何かいるのが見えるというスタッフの手によるもの。
ディダラボッチの黒い体液に命を吸われ落下した個体も多いが、最後に生き残った1体が頭を振り回してカラカラと音を鳴らす。
監督とジブリスタッフの話し合いの中で、コダマは数百年〜数千年単位の長期に渡って森の中で成長して、最終的にはトトロになるとされており、『となりのトトロ』に登場した大トトロも、コダマが本作『もののけ姫』の室町時代から『となりのトトロ』の現代（昭和30年代）まで、500年程度経過した姿とされる。

#### タタリ神
作中で登場した巨大な荒神。動くそばから足元の植物や地面をたちまち真っ黒に焼け爛らせてしまうなど、非常に強力な死の呪いを無差別にまき散らすため、人間から深く恐れられている。
元々は猪神であり、瀕死の重傷を負い、死への恐怖と人間への憎悪によって計り知れないほどの呪いを集めて、全身に無数の赤黒い蛇状の触手をまとった、見るもおぞましい姿へと変貌を遂げた。
作中で登場したタタリ神は2体おり、それぞれ姿や経緯が異なる。

#### ナゴの守
赤黒い蛇状の触手で覆われた姿。目が赤く光る。触手を変幻自在に操ることができ、本来の姿では不可能と思われる行動（垂直に近い岩壁を這ったり、低姿勢で森の中を爆走したり、機械的に方向転換したりなど）を取ることが可能。
アシタカの村を襲おうとした際、彼に左目を矢で射抜かれるも、触手を伸ばして彼の右腕にまとわりつき呪いを残したが、最期は眉間を矢で射抜かれて倒れた。

#### 乙事主
身体中の至る所から無数の赤黒い蛇状の触手が生えた姿。ナゴの守と違い完全なタタリ神ではないが、言語能力を失い、大量の血を吐きながら猛進するなどかつての面影は無くなった。
サンを取り込み、彼女を取り戻そうと体に取り付いたアシタカを払いのけた後、モロの君にサンを取り返された。その後、こちらへ向かって来るシシ神の存在を感じて、死への恐怖心、またはシシ神への畏怖の感情からか呆然として動けなくなった上に、触手が溶けて形がなくなり、最期はシシ神に命を吸われ倒れた。蛇状の触手は、水に溶けてなくなる。
なお、ナゴの守のように呪いを発することはなく、また死に際に言葉を発したナゴの守とは違い、最期まで言語能力を完全に失ったままであった。

### 動物
シシ神の森には、上記の「もののけ」と呼ばれる神と精霊の他にも動物（鹿、熊〈ジコ坊が毛皮を被っている〉、蝶、光虫、オカモンガ、ナメムジナ、ヒネネズミ〈ヒネネズミはロマンアルバムの中の絵コンテでは、ヒネ鼡とも表記〉、ミノノハシ〈ミノノハシは『天空の城ラピュタ』にも登場し、彼らがラピュタ城の水辺にいた時、主人公のパズーたちに驚き、水に飛び込む場面がある。また、漫画『風の谷のナウシカ』ワイド判第7巻の土鬼〈ドルク〉という国にある庭の水辺にも登場する〉）がいる。前述の光虫からミノノハシまでは架空の動物。なお、シシ神の森には光苔が生えている。

#### ヤックル
「アカシシ」と呼ばれる大カモシカ。アカシシは現代では絶滅したという設定の架空の動物（ミノノハシと同様に、漫画『ナウシカ』の土鬼の庭にいる、人が乗れるほど大型の山羊たち〈1頭だけケストという名がついている〉に似た形態）。赤茶色の体毛、大きな角。人語を話すことはできない。主人であるアシタカとは常に一心同体の関係にある。後にサンやモロの子たちと親しくなる。アカシシは古くからエミシ一族に騎乗用に使われており、ヤックルの他にも村で飼われている個体の描写がある。

### タタラ場の民

#### エボシ御前
深山の麓で、タタラ場を率いる女棟梁。
冷静沈着な女傑で、仕込み杖と千枚通しでサンと互角の戦いを繰り広げるほどの卓越した剣術の腕前を持ち、さらに、山犬の特性を熟知し緻密な戦略を立てるなど、非常に頭も切れる。山を削って得た薪を以て、川をさらって得た砂鉄を沸かし、鉄を打ち石火矢をも造り出す工房を築き上げたが、それが今回の争いの元となる。
敵対する者には容赦がなく、必要とあらばタタラ場の人間をも見捨てることさえも決して辞さない。また、自分たちの暮らしをより豊かにするためならば、森を切り開き、神殺しをすることすらも恐れない。一方で、売られた娘たちを買い取り、本来は女人禁制のタタラ場で仕事を与えている他、業病にかかり、迫害された病者たちをも人として丁重に扱う慈愛の心を持ち、タタラ場の人々に敬われ、慕われている。
終盤でジコ坊と共に部下を引き連れて、シシ神狩りに向かうが、新石火矢でシシ神の首を撃ち落とした後、モロの君に右腕を食いちぎられる。右腕の傷は、シシ神の風を浴びたことにより完治している。
シシ神が消滅した後は、生き残ったタタラ場の者たちと共に、新しい村作りをすることを決意した。
映画の最後のタタラ場の村民たちへの報告では山犬の背に運ばれたと発言しているので、シシ神退治でモロに右腕を食いちぎられた後、映像には描写されていないが、シシ神の体液から離脱するためにアシタカが頼んだようで、モロの子に運ばれ救助されており、アシタカへ感謝して、村民に対してアシタカを呼びに行ってくれと発言している。
監督の話によると、昔、白拍子であったという説もある。宮崎駿の著書『折り返し点』によると、「鈴鹿山の立烏帽子」と呼ばれた伝説上の人物鈴鹿御前がモデルである。
タタラ場を作る以前は、倭寇の頭目の人質という形で強引に奥方にさせられていたが、頭目の配下であったゴンザと密かに協力し、謀反に近い形で夫である頭目を殺害して全財産を奪い、倭寇から脱走したとされる。
その際に、中国の明国から最新兵器の石火矢（鉄砲の原型ないし類似武器。劇中に登場する物は、鉄と木で出来ている。発射するのは鉛の弾）を自分自身の手で日本に持ち帰ってきたとされる。

#### ゴンザ
エボシの近侍。禿頭の大男。牛飼いやワラット（藁徒：藁製の笠を被るエボシの護衛）の頭分。
威張り屋かつ短気であり、アシタカを間者と疑うが、本人は至って真面目。アシタカの右腕にタタリヘビが現れた時はもののけと疑った。ただし、トキには言い負かされている上に信用されておらず、エボシを守ると誓った時に「それが本当ならね」と言われて彼女にツッコミを入れると「アンタも女だったらよかったのさ!」と返された。密かにエボシに惚れている。
腕っ節が強く大ぶりの長刀を愛用しているほか、当時としては珍しく文字の読み書きにも堪能である。またカナヅチでもある。
エボシがタタラ場を作る以前の倭寇時代からの腹心の側近であるらしい。

#### 牛飼い
タタラ場の男衆による牧畜・荷駄を担う職能集団。
主に男性の職業で牛を馴らし、牛に荷物を付けて米や鉄の運搬の仕事を担う。石火矢衆とは異なり基本的に丸腰で、普段は山犬などに襲われうる危険な役回りゆえに、死傷者を出すことも決して珍しくない。
自衛のために、移動中は石火矢衆による護衛を受けるが、それでも山犬に襲われて甚大な被害を出した。
劇中では甲六含め3人（石火矢衆1人を含めると、計4人）が山犬に襲われて谷底に転落し、甲六だけがアシタカに救助され生還し、残り2人が死亡扱いで通夜が営まれている。

#### 甲六
トキの夫で牛飼いの一人。集中豪雨の中で米を運搬中、モロの子に襲われ谷へ転落し、川の中からアシタカに助けられた。明るくドジであるが憎めない性格。妻のトキにはいつも言い負かされてばかりで頭が上がらない。牛と共に谷に落下した際には右腕を骨折したが、シシ神の風を浴びた後は折れた腕が治っていた。怪我の影響でエボシ率いる男衆のシシ神退治に参加できなかったが、戦死者が多数出た乙事主の猪神一族との激戦に参加せずに済み、塞翁が馬状態になった。コダマが目の前に出現した時に（シシ神が怖いので）おびえながら、アシタカに「こいつらはシシ神を呼ぶんだ」と教え、アシタカからシシ神のことを聞かれた時に「（山犬より）もっとおっかねぇ化け物の親玉だ」と言った。シシ神の体液で枯れた山の緑が、シシ神の風でわずかに芽吹くと、「すげぇ。シシ神は花咲かじじいだったんだぁ」と驚いた。
タタラ場では、妻のトキとともに防戦する女衆に加勢し、侵攻してきたアサノ軍と戦うが、腕を負傷していて武器を使えず、戦力としては全く活躍していなかった。さらにアシタカがやってきた際に預かっていた弓矢を手渡すが、蓑と鞍を持って来なかったので、トキに「この役立たず！」と責められる。
ジバシリのことを知っていたらしく、女衆が気味悪がっている中、ただ一人「ありゃただの狩人じゃねぇ。ジバシリだ」と教えている。

#### 牛飼い頭
牛飼いたちの親方。アシタカの身を案じており、彼を殺そうとした唐傘連を農具で殴ったり、猪神の死体の下敷きとなりながら生き残っていた1頭のモロの子を（エボシの所へ案内してもらうため）救け出すなど、終始アシタカに協力的な態度で接する。

#### 番子
タタラ（踏鞴）を踏み、砂鉄を溶かすための火を焚く女衆。4日5晩の間、休むことなく行う。

#### トキ
番子頭で甲六の妻。ゴンザを言い負かし、夫にも愛情故のきつい言葉を投げつけるほど、気の強い肝の据わった人物。女衆の頭人的存在である。
タタラ場がアサノ軍の攻撃に遭った際には敵の攻撃の合間の一晩中起きて警戒し、シシ神の体液がタタラ場に襲ってきた時もアシタカが来た際に受けた「触れると命を吸われるが水で進行が遅くなる」という助言を守って、全員を湖に避難誘導する。甲六がタタラ場が壊滅する様子を見て絶望しているところを見て「生きてりゃ何とかなる！」と励ますなど、ポジティブ思考の持ち主。
アサノ軍に対抗して、いざという時には溶けた鉄を浴びせかける作戦を考えていた。

#### キヨ
山犬に夫を食い殺された番子。エボシを深く慕っている。夫の復讐のために山犬とサンの命を狙う。アシタカがサンを気絶させ肩に担いでタタラ場を出ようとした時に、石火矢を構えて制止しようとした。それに構わずアシタカが去ろうとした際、隣にいた女に止めるように言われた拍子に石火矢を誤射し、アシタカを後ろから撃ち抜いてしまう。

#### 石火矢衆
シシ神退治を条件に「師匠連」という謎の組織からエボシに貸し与えられた四十名の傭兵集団。柿色の着物に白色の頭巾、黒色の手甲と脚絆に草鞋といった装束。明から輸入した石火矢で獣や侍たちと戦う。エボシの命令でナゴの守の同胞を殺戮し、住処の森を焼き払った。鉄や米の運搬時の護衛で、タタラ場全体の警備も務める。火炎放射器も使う。終盤、飛び散ったシシ神の体液を浴びて多数が命を落とし、生き残った者は逃亡した。
彼らの主兵装である石火矢には様々な種類が存在し、火縄銃型やバズーカ型、火炎放射器型などが登場する。

#### ヤ七
石火矢衆の一人。甲六同様に谷に落ち、瀕死の状態でアシタカに助けられる。

#### 病者
エボシが引き取り、タタラ場の別棟に住まわせ看病している業病の患者たち。新石火矢の製造を任され、これの開発に成功する。終盤にトキに食べ物を渡すほど彼女と親しい病者の女性が、最後はシシ神の風を浴びて病が治ったと思しき描写がある。

#### 長
病者たちの年長者で、最も重症であり、頭全体を包帯で覆った寝たきりの状態。彼以外の病者たちがエボシの頼みで新型の石火矢を開発し、森の生物をさらに殺そうとしているのを見たアシタカの右手が、タタリ神のエボシに対する強い憎しみから、とっさに刀を抜こうとした際、エボシが自分たちを引き取って丁重に看病してくれていることを涙ながらに語り、彼女を庇った。

#### タタラ者
タタラ場に住む製鉄集団。黒装束に身を包み、昼夜を問わず鉄を作り続けている。

### 師匠連

#### ジコ坊
物語の序盤、シシ神の森の存在をアシタカに教えた人物。中年で背の低く小太りな、赤色の羽織(ちゃんちゃんこ)と頭巾に白色の着物の僧体（長吏法師）の中年男。その正体は謎の組織「師匠連」の一員である隠密。勅命により、不老不死の霊力を秘めるとされるシシ神の首を狙っている。唐傘連と石火矢衆の頭領でもあり、狩人（ジバシリ）などをも動かす。配下の唐傘連たちとはいでたちに若干の差異があり、顔面は布で覆ってはおらず素顔、腕には手甲でなく青黒い包帯状の布をバンテージのように巻きつけ、脚絆や袴は履かずに履物は一本歯の高下駄である。また、黒色の葛籠を背負い、赤色の唐傘を携行している。
序盤で野武士の小競り合いに巻き込まれた際、アシタカのおかげで命拾いしたことを恩義に感じており、アシタカがタタラ場に向かう途中の市場で米を買うために、代金として砂金の大粒を支払った際に、それが本物であることを見抜いて（他の人間は砂金自体を全く知らなかった）アシタカを手助けしたほか、古典にも通じているなど非常に博識である。さらに、アシタカからの質問に答えて「シシ神の森」についての情報も教えた。その後も、何かとアシタカのことを気にかけており、エボシにアシタカのことを尋ねたり、エボシを追ってきたアシタカに石火矢衆が発砲した際には制止しするなどしていた。しかし、敵の猪神勢を率いる乙事主のことを一切知らず、部下のジバシリからの指摘でようやく鎮西から一族を引き連れてやってきたことを知る。
恰幅のよい体型だが、一本歯の高下駄で渓流の岩から岩へと身軽に跳躍したり、ヤックルと並走できるほどの俊敏さなど高い身体能力を持つ。基本的には率先して戦おうとはせずに実力を隠しているが、必要とあらばアシタカとも互角に渡り合えるほどの武術の手練れでもある。シシ神の首を奪取し運搬する際は一晩中不眠不休で走り回り、翌朝の日の出寸前までシシ神の体液から生き残った部下の唐傘連（首桶の神輿〈みこし〉の担ぎ手3名）たちと共にどうにか必死に逃げ延びたが、後を追ってきたアシタカと戦っている間に、ついにシシ神にも追いつかれ、襲いかかる体液から逃れようと、担ぎ手2名も首桶の神輿を落として大破させたあげく遁走し、唯一残った部下1名と共に追い詰められて逃げ場を無くしたため、仕方なくシシ神の首をアシタカに渡す。
表立っては飄々とした性格であるが、エボシをシシ神殺しのために利用しようと、エボシの抹殺を提案した部下を諭す一面もあるなど（一方のエボシもジコ坊たちを信用しきっていないことをタタラ場の女衆に打ち明けている）食えない男である。シシ神が乙事主の命を奪った時は「なんと。シシ神は命を吸い取るのか」と驚いた。
映画の最後のセリフの担当であり、アシタカにシシ神の首を返還されてしまった不満もあるが、おかげでシシ神の体液に触れずに済み、部下1名と共に自分の命も助かったために「バカには勝てん」と言い残している。

#### 唐傘連
ジコ坊の配下にある謎の集団。ジコ坊と同じ赤色の羽織と頭巾に白色の着物を身を包んだ僧体で、ジコ坊と異なるのは顔面の大部分を白色の竹田頭巾でマスクのように覆い隠し、両手には白色の手甲、袴、脚絆を着用し草鞋を履いている点。常に赤色の唐傘をたずさえ、爆発物のほか暗器や煙玉など忍具を好んで用いる。唐傘は竹筒製の柄と笠を分離することができ、柄は長い吹き矢となって毒針を発射する。また、彼らが常に唐傘を携行しているのは、石火矢の火縄の火が風で吹き消されないようにするためと、火縄と火薬が雨で湿らないようにするためでもある模様。なお活動中は、ジコ坊と同じ黒色の葛籠を背負い、茶色の菅笠もしくは網代笠を被っている。
ジコ坊の指揮下で、シシ神の首を狙って暗躍する。目的のためには手段を選ばない。終盤、飛び散ったシシ神の体液を浴びて多数が命を落とし、生き残った者はジコ坊と行動を共にしていた一人を除いて逃亡した。
乙事主率いる猪神勢との戦闘において、味方であるはずのタタラ場の男衆を捨て駒にしたり、タタラ場が侍に襲撃されている事実をエボシに伝えるためにモロの子を助け出そうとしていたアシタカに毒針を放つなど、タタラ場とその住民たちを全く顧みない身勝手な言動のために男衆の反感を買い、アシタカに加勢した彼らにより袋叩きにされた。
猪神勢との戦闘では、石火矢衆の3人だけが小高い丘の上に陣取って石火矢で応戦していたが、雪崩のごとく押し寄せる猪神勢の大群によってみな突き飛ばされてしまった。さらに崖をよじ登って来る猪神勢に、唐傘連が多数の震天雷（爆弾）をその真上から蹴落とした上に、崖に向かって攻め寄せてきた後攻の猪神勢を、崖の下に仕掛けられた地雷火（地中に埋めた爆弾）により、立て続けに吹き飛ばしたために、崖の下で強固な柵を張り巡らせていて安全であったはずの男衆が、爆発で飛び散った大量の土砂や岩塊や猪神の死骸の直撃によって甚大な被害を被った。

#### ジバシリ（地走り）
ジコ坊に雇われた通常の狩人よりも山野の知識に長けた者たち。槍や山刀で武装し、足場の悪い山道を素早く走り、もののけに人と見破られないよう獣の生皮を被ったり、その血を顔に塗るなど、特殊な術を使う。その異相ぶりから猩々たちは「生き物でも人間でもないもの」と呼びタタラ場の人間たちにも気味悪がられた。シシ神の偵察中、「シシ神の姿を見ると目が潰れる」などとおびえ、ジコ坊にたしなめられた者がいるなど、山の民として神を恐れる傾向が強い。
描写はされていないが、飛び散ったシシ神の体液を浴びて多数が命を落とし、生き残った者たちは、わずかに生き残った石火矢衆や唐傘連と共に一目散に逃亡した。

### エミシの村民

#### カヤ
エミシの村娘。アシタカを「兄様」（一族の中の年上の男子という意味）と呼ぶが実の兄妹ではなく、里公認のアシタカの許嫁であった。アシタカが村を出て行く際には、エミシの乙女が変わらぬ心の証しとして異性に贈るならわしのものである玉（黒曜石）の小刀を贈った。他の娘たちとともにタタリ神となったナゴの守に襲われて危機一髪であったところを、アシタカによって救われる。
村の掟でアシタカの見送りを禁じられていたが、罰を覚悟で自ら掟を破って彼を見送りし、先の小刀をアシタカに渡している。後にこれはアシタカからモロの子を通してサンに贈られた。

#### ヒイ様
エミシの隠れ里の老巫女であり、村をまとめている。タタリ神となったナゴの守の亡骸を、塚を築いて丁重に供養する。
石や木片などを用いた卜占で吉凶を占う。タタリ神の呪いを受けたアシタカを占い、西で不吉なことが起きているので西へ向かうよう告げる。
村人たちにアシタカを救ってくれるように懇願されるも、タタリ神の呪いはもはやヒイ様の力でもどうにもならず、ナゴの守の亡骸から出てきた、タタリ神化の原因となった石火矢のつぶてをアシタカに手渡し、掟に従って見送りなしで一人旅立つよう言い渡した。

### その他

#### 侍
映画の後半で、鉄のためにタタラ場を狙う大侍（領主）・アサノ公方配下の武者たち。下記の地侍と違い、完全武装で統率の取れた攻撃を仕掛ける。鉄の貢納を要求したアサノの使者がエボシの命令でトキたち女衆により追い払われたため、昼間に報復と鉄や米などの奪取のために、エボシと男衆がシシ神退治に出払って留守のところを狙って侵攻してくる。タタラ場の下の城郭を攻め落とし、多少の物資を略奪したがタタラ場自体は攻め落としきれず、夜になったので攻撃をいったん中止し、再度の攻撃準備を進めていた矢先にシシ神（デイタラボッチ）の体液が陣地に襲いかかってきたために、タタラ場付近の陣地から慌てて全軍が退却し、タタラ場もシシ神の体液で完全に壊滅したため、得られたものはほとんど無かった。
劇中ではアシタカに気付いた侍が鏑矢を放ち、集まった騎馬武者たち数人が連携してアシタカを攻撃した。武者の放った矢がヤックルの足に命中して負傷させているが、逆上した（呪いの「赤黒いあざ」が拡がる描写がある）アシタカの反撃でほとんどが討ち取られたため、残りは戦意を喪失して直ちに撤退している。

#### 地侍
映画の後半で、アサノ軍とは直接関係はないが、アサノに唆されてタタラ場の鉄を狙い攻撃を仕掛ける噛ませ犬にされた挙句、エボシ率いる石火矢衆に大敗する。
石火矢の弾丸で手足を切断される雑兵や鎧ごと粉砕される騎馬武者など、多数の犠牲者を出すも、石火矢衆側も矢を受けて倒れるなど、完全に一方的な戦ではなかった。
旗指物や盾などの家紋は毛利家（毛利元就家の3本矢の∴形状）の物を用いており、その家臣など毛利家と何かしらの関係をうかがわせる武士の軍勢である。
鎧のみを身につけた軽装の雑兵がほとんどを占める。
上記の侍および地侍とは別に、映画の前半で、パンフレットの侍の解説に野武士、ロマンアルバムに野伏（のぶせり）同然の雑兵、または雑兵と記載されている地侍が、アシタカが旅の途中で戦の行われている無名の村を通った時に、女やアシタカに襲いかかったが（一人だけ彼の呪いの力の宿る反撃を受けた）、彼らはアサノともタタラ場とも関係がない。村を通り過ぎた後、町の市場で出会ったジコ坊がアシタカに「礼を言いたいのは拙僧の方でな。田舎侍の小競り合いに巻き込まれた折、そなたのお蔭で助かったのだ」と言ったのは、この村の戦のことだと思われる。

## 宮崎監督による解題

### 主題
宮崎曰く、この映画にはやりたくて溜めてきた素材が三つも四つも入っている。絵コンテを読むと、エンターテイメント作品には通常不向きと思われる現代の厳しい課題が詰め込まれている。浦谷年良が整理すると、五つになる。
1. 子供たちの心の空洞
2. 至る所に起こる差別
3. 人間と自然との関わり
4. 人間の憎悪の増幅作用、殺戮へ突き進む闘争本能
5. 神秘主義と合理主義の対立

「問題がたくさん入りすぎていてハラハラしますね」と浦谷が水を向けると、監督は以下の通り語った。「解決不能な問題ですよね。今までの映画は、解決可能な小課題を作って、取り敢えず今日はそれを超えたと、それをひとつのセオリーにしてきたんですけどね。それが映画の枠内だと。それでやると、現代で僕らがぶつかっている問題とは拮抗しないという結論が出たんじゃないかなぁ」。

### 主人公の動機
監督の論では、日本の通俗アニメーションを腐らせている一つに「動機の喪失」がある。例えば、監督が以前チベット民話『犬になった王子』（文:君島久子、岩波書店）に触発されて描いた『シュナの旅』である。ヤックルに乗る主人公シュナは、自国を貧困から救う穀物の種、「金色の種」を求め旅に出る。この旅の動機は崇高であるが、貧乏というリアリティが無い中では「胡散臭い」ものでしかない。アシタカの旅には、観客が共感できる動機が必要であった。すなわち「理不尽にも傷付けられ、呪われたと自覚した少年が、その呪いを癒す鍵を探して旅をする」ことである。
さらには、アシタカは自発的にではなく、村を追い出されてやむなく旅に出る。それは受難のヒーローというより、ヒーローであることを裏切り続けるアンチヒーローである。そしてヒロインのサンもまた、傷付いた自分を醜いと思っているアンチヒロインである。同じ物語を辿りながら、通常の主役であることを徹底的に裏返しにしていく。

### 観客の予想を破壊すること
物語の図式は森と人界の対立。乙事主たちとエボシたちが激突する、ここまでは観客の予想図式と一致する。普通の映画ではこれで全部辻褄が合う、ただの宿命の対決となる。ここで予想を破壊する、宿命も何も無い、もっと暴力的な図式を提示する。乙事主たちとエボシたちがぶつかる、そのエボシたちの後ろから侍たちの大きな勢力が加わっている。さらにそれが進行した形態として、侍たちが突出してエボシたちを飲み込み、乙事主たちと直接ぶつかっている図が描かれる。
アシタカが事態に気が付いたときには、既にこの図式のようになっており、なぜこんなことが起こったのだろう、という形で事態が転化していく。それはその中で翻弄されるアシタカの心境であり、それは観客と同じ次元になる。事件に気が付き、発生した順番の逆から出会って行くのが現代であるためである。

### 過去の作品の否定
宮崎駿には、過去の自分の作品を一度徹底的に否定しなければ、本音で語ることはできないという思いが強烈にあった。スタジオジブリ作品への世間の期待について話が及ぶと、宮崎は（例えば自然保護に熱心なジブリなどの）期待に応えようとしてはいけない、一回期待を持つと、その期待を変えようとしないと返答した。

### 「生きる」というイメージ
宮崎駿は以下の通り述べている。

### 若者へのメッセージ
監督が言う「我々が直面している最大の課題」は、主人公アシタカの設定に集約されているという。今この世の中に生きている若者は、いわれのない、不条理な、肉体的にも精神的な意味も含めてババを引いてしまった人間たちである。それは東アジア、アメリカやヨーロッパ、アフリカでも共通の運命である。その理由は、一人の人間が感じられる悲劇が、ローマ時代であろうと鎌倉時代であろうと同じ故である。人口が五百万人しかいなかった鎌倉時代の日本は、現代から見れば山紫水明、遥かに美しい所が多数存在したが、人間が悲惨の極みであったため、鎌倉仏教のような宗教が生まれてきた。破局の規模が大きいから悲劇が大きいというのは嘘で、一つの村が滅びることが、その人間にとっては全世界が滅びることに等しい、そういう意味を持った時代がある。その意味では人間が感じられる絶望も、その苦痛も量は等しい。恐らくそれは、歴史の様々な場所で感じ取られてきた。「ただ何となくスケールが大きいからね、こりゃ本当のドン詰まりと思っているだけで。でもそれが本当にドン詰まりなのかというと、そうは簡単に行かないことも、歴史は証明してるから」。
浦谷年良はこの発言を以下のようにまとめている。現代の若者たちは、意識の奥でみんなババを引いてしまったと感じている。自分は悪くないのに、なぜか傷付けられていると感じている。マイナスの磁場のようなものを抱えている。その「心の空洞」に向かって「明るく元気に生きよう」「貧しさから抜け出して豊かになろう」と言っても通じない。こうした絶望、閉塞感を大きな歴史認識の中で捉え、考え直すことで「不条理な運命の中で生きる」ことを模索し、提示していく。
なお監督は、物語のその後について、「アシタカとサンは、その後も良い関係を続けていく」、「アシタカは引き裂かれ、傷だらけになりながらも、サンやタタラ場のために努力し、それを曲げずに生きていく人物である」と語っている。

## 舞台設定

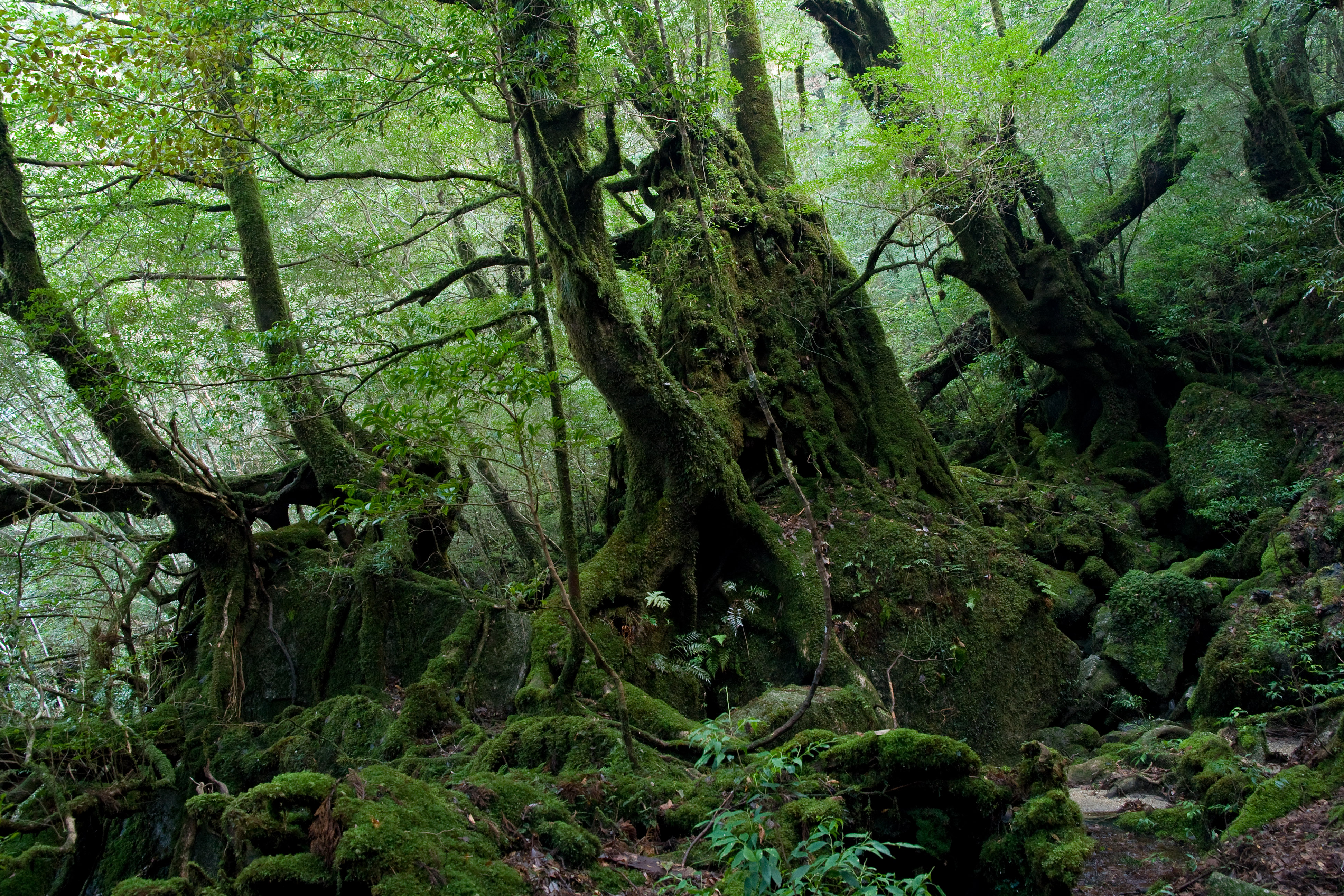
舞台のモデルとなった屋久島の森林

### 世界観
本作は照葉樹林文化論の示唆を受けた世界観を舞台としている。参考とされたのは中尾佐助の『栽培植物と農耕の起源』であり、日本文化の基底が稲や稲作農民ではないことを明らかにする同書の内容が製作に大きく影響しているとされる。本作では稲作農民に代表される平地の「定住民」とは全く別の生活圏を持つ「遍歴民（山民・海民・芸能民など）」が多く取り上げられる。『もののけ姫』は、遍歴民の世界で展開される物語である。叶精二によれば本作は日本映画で中世史をアウトサイダーの側から描くという、「時代劇の革命」を意図するものであり、網野善彦は本作を「ずいぶん勉強した上でつくられている」と評している。
宮崎は作家の司馬遼太郎と対談した時、司馬が新聞記者時代に京都の岩屋不動志明院に宿泊した際、奇っ怪な体験をした話しを聞き『もののけ姫』の着想になったといわれている。

### エミシの村
かつて大和朝廷の支配に抵抗し、追われた人々。祭事の衣装や東北地方のマタギに似たアシタカの衣装、彼の使う「雅な椀」、娘の装束など、縄文時代の文化にブータンや北タイの焼き畑圏など照葉樹林文化圏の物が混ざった文化を形成している。
エミシ（蝦夷）を宮崎駿は、大和政権とその支配下に入った稲作農耕民から追われて本州北部の山中に隠れ住んだ、焼畑・狩猟・採集・工芸を生業とする原日本人の残党と解釈している。村をまとめているのは、占いで物事を決めていくという女性（ヒイ様）である。神社の中で拝んでいるのは岩倉（岩の壁）、御神体である岩の塊である。カヤが抜いた、刀身が直線的で先が尖っている刀は蕨手刀という。柄の方には輪が付いている。東日本各地から出土しており、東北地方を中心に8世紀ほどまで作られていた。生活雑器であるが武器にもなり、坂上田村麻呂と戦ったエミシの軍勢はそのような刀を持っていたと考えられている。また、未婚の女性が守り刀を男性に渡すという行為は、『粉河寺縁起』にもみられるように求婚の証であり、カヤが決して戻ってくることのないアシタカに守り刀を渡すという行為は、カヤが一生未婚のまま人生を全うすることを暗示しているとする指摘がある。

### 石火矢
劇中の石火矢は火銃が発想の源。中国、ヨーロッパのハンドカノンをエボシが改良した石火矢は少し火縄銃のようになっているが、まだ付け火のような棒で火を付けており、火縄銃のようにはいかない。火縄は硝酸を木綿の組み紐に染み込ませてあるもので、火を点けると灯っていき、ゆっくり燃える。それを瞬間的に吹くと、また少し火勢が強くなる。よって火縄銃を撃つ時は、構えてから息を急に吹き掛け、火縄を挟み込み、火蓋を開けて引き金を引くと火縄挟みが落ち、弾が発射される。その段階に到達していないため、後装になっている。弾と火薬が入っているものをそのまま入れて撃つことにより、先から弾を込めなくて済むようになっている。後装は古い大砲にあったものである。弾丸が入った部品に火薬を入れ、砲身に入れる。そして木の楔を打ち込み、点火して撃ち、楔を抜いてこれを引き出し、次弾を装填する。
日本の史実では、鉄砲は南蛮貿易でポルトガルから種子島に伝来したものが発祥（鉄砲伝来）であるとされるが、劇中では中国の明王朝が由来とされる。
通常の火縄銃のライフル銃形態（エボシがシシ神の首切断で使用、タタラ場から猩々を撃退する攻撃で使用など）だけではなく、大口径で両手持ちの長い柄を持つバズーカ砲形態（山犬モロ一族に牛飼いが襲われた際の迎撃で使用、地侍との戦で使用など）や火炎放射器形態（ナゴの守退治で森や猪神たちを焼き払う焼夷弾用途で使用）など、様々な形態が存在する。

### 非人
非人は中世では柿色の衣を着た人々で、一般平民とは区別されている。神人・供御人とも呼ばれる。非人に関連して浦谷年良は、宮崎駿が尊敬する作家、堀田善衛の『定家明月記私抄』を引用している。「元来天皇家というものが、これらの遊女、白拍子、舞人、猿楽、さらには武芸を事とする武人などの芸能民とともに、各種の職人、広い意味での宗教人など、いわば非農業民、それを別の言葉で言いかえるとして、『遊手浮食』の徒、『無縁の輩』などの『道々の輩』、すなわちこれら路上の遍歴民を統轄し保障をする存在であったことを確認しておきたい」。

### 着物
製作時にはヤックルの走りの分解図、カヤたちエミシの村の娘たちの衣装、アシタカが扱うエミシの矢の形（鏃は黒曜石で三枚羽）など、細かい指定が大量に書かれていた。中でも特徴的なのが「帯の位置」である。現代では、古来の着物の常識が失われているため帯の位置は高くなっているが、本来はへそ下であると注意書きがされていた。一方、その下には「これは『七人の侍』の三船敏郎以来の結び方、アシタカだけに使う」とあった。これは主人公アシタカの「現代の若者性」「若さと未熟さ」といった暗示であるのか、と意味を問われた宮崎駿は「三船のあれは、子供だってことでしょ」と答えている。市場を行き交う人々や、特に、成熟した大人として描かれるジコ坊の帯の位置は低い。

### たたら場とエボシ御前
エボシのたたら場の構成員に対する態度は大きく2つに分かれる。戦争で人狩りにあって売られた女たちと、社会から差別を受けてきた癩者（ハンセン病患者）とみられる病者に対しては温かい手を差し伸べているのに対し、病者以外の男たちに対しては乙事主やその配下の猪神たちに対するおとりとして利用されて猪神ともども吹き飛ばされて命を失うことを承知の上でシシ神退治に動員し、その最後の様子を崖の上から眺めているなど、極めて冷淡な態度を取っている。
特に崖の下の牛飼いなど男衆には戦闘前にわざわざ防護柵を張り巡らせて敵の猪神の攻撃を防ごうとする姿勢は見受けられるが、実際は崖の斜面を登って来る敵の猪神を、唐傘連が震天雷を崖の上から落とし、崖に向かって来る猪神を、崖の下に地雷火を地中に埋めて吹き飛ばし、破片や猪神の死骸が落下して甚大な被害が出た。
だが、エボシは女たちに対しても重大な事実を隠している。それは、売られた鉄が武器に加工されて侍の手に渡り、戦争に用いられ、その結果、歴史学者の藤木久志が「奴隷狩り」と称した現象が引き起こされることである。つまり、女たちはエボシが作らせた鉄で作られた武器によって、奴隷として売られてエボシの下にやってきたのである。当然、エボシもこうした矛盾がいつかたたら場を崩壊させかねないことを認識していた。歴史学者の市沢哲はエボシがアシタカに告げた「私の秘密」の正体を社会的弱者である病者たちに新しい石火矢を作らせて同じ弱者である女たちに持たせて侍の鎧を打ち抜かせていくことで侍の力を奪い、鉄が侍のために使われるシステムを打破することで矛盾を解消し、さらに労働によって得られた果実の分配のあり方を変えていくという「国崩し」の実現を図ることとして捉え、森（＝シシ神）との戦いはこの目的の中においては局所的なことに過ぎないとする。
その一方で、エボシの出現はサンの位置づけを根本的に変えた。元々サンは山の神（この場合はモロの君）へ生贄として捧げられたものである。しかしエボシが現れ人々が山の神に対抗しうる力を持ったことで、人々は神の力の前にただひれ伏す存在ではなくなった。それによりサンは宙ぶらりんの立場に追い込まれ、人でも神でもない、「もののけ」として生きざるをえなくなった。
女尊男卑する文化と建物構造も女重視で男軽視の構造になっている。
牛飼いたち男衆はタタラ場の中でも下層に住居も仕事場も全ての生活の場を構えており、敵と戦闘になった際は切り捨てて大屋根を含む上層だけを守り抜く構造になっている（しかし劇中では、アサノ軍に男たちがシシ神退治で留守中を狙われたので、トキたち女衆の防衛隊は最初から下層の防衛を捨てて上層の防衛に専念している）。

## ディズニーとの提携
本作はスタジオジブリが1996年7月23日にウォルト・ディズニー・カンパニー（WDC）ならびに日本法人のウォルト・ディズニー・ジャパン（WDCJ）の間で国内でのビデオソフト（「ジブリがいっぱいCOLLECTION」）発売および海外でのジブリ作品配給に関わる事業提携を締結したことに伴い、WDC（「ディズニー」表記）から初めて出資を受けた作品である。このため、『耳をすませば』までの「発売元：徳間書店・販売元：徳間ジャパン」ではなく、WDCJのビデオソフト部門であるブエナ・ビスタ・ホーム・エンターテイメント（のちのウォルト・ディズニー・スタジオ・ホーム・エンターテイメント）になった。ただし、レーザーディスク版のビデオソフトについては徳間からの発売・販売となった。
こうして本作のビデオは既に『アラジン』などで日本市場に大きな勢力を築いていたウォルト・ディズニー・ジャパン（実際はポニーキャニオンに委託）の流通ルートで販売された。また、アジアを除く全世界でWDC子会社のミラマックスが配給し、ブエナ・ビスタ・ホーム・エンターテイメントからビデオとDVDが発売された。本作以降、ジブリはWDCならびにWDCJと親密になっていく。
映画のレイティングシステムは、日本（映倫）では「一般」に指定されているが、アメリカ（MPAA）では「PG-13」に指定された。
英語版のナレーションには同じくウォルト・ディズニー製作のアニメ『ガーゴイルズ』でナレーションを務めていたキース・デイヴィッドが起用された。

## 声の出演
| キャラクター  | 日本語版 | 英語版 |
| ------------- | --- | --- |
| アシタカ      | 松田洋治 | ビリー・クラダップ |
| サン          | 石田ゆり子 | クレア・デインズ |
| カヤ          | 石田ゆり子 | タラ・ストロング |
| エボシ御前    | 田中裕子 | ミニー・ドライヴァー |
| ジコ坊        | 小林薫 | ビリー・ボブ・ソーントン |
| 甲六          | 西村雅彦 | ジョン・デミータ |
| 門番          | 西村雅彦 | （不明） |
| ゴンザ        | 上條恒彦 | ジョン・ディマジオ |
| トキ          | 島本須美 | ジェイダ・ピンケット＝スミス |
| エミシの少女A | 島本須美 | （不明） |
| 山犬          | 渡辺哲 | （不明） |
| タタリ神      | 佐藤允 | （不明） |
| 牛飼い頭      | 名古屋章 | （不明） |
| モロの君      | 美輪明宏 | ジリアン・アンダーソン |
| ヒイ様        | 森光子 | デビ・デリーベリー |
| 乙事主        | 森繁久彌 | キース・デイヴィッド |
| エミシの老人  | 森繁久彌 | （不明） |
| 病者の長      | 飯沼慧 | （不明） |
| じいじ        | 飯沼慧 | |
| 牛飼い        | 坂本あきら 近藤芳正 菅原大吉 斉藤志郎 | （不明） |
| ジバシリ      | 冷泉公裕 | （不明） |
| 牛飼い        | 冷泉公裕 | （不明） |
| キヨ          | 香月弥生 | （不明） |
| たたら場の女  | 藤貴子 山本郁子 | トレス・マクニール サリー・リン デニース・ポワリエ メアリー・エリザベス・マクグリン（歌声） |
| エミシの少女B | 飯沼希歩 | |
| ナレーター    | | キース・デイヴィッド |
| その他        | 塚本景子 中村彰男 松山鷹志 小林和矢 松田健浩 藤巻直哉 深澤幸太 杉浦一恵 得丸伸二 ほうしげと おちひろき 三宅重信 名倉勝利 瀬野雅彦 田代健二 桑原富和 浮部文雄 原田敦祥 渡辺伸一 福永大剛 荒井良章 小野亮太 加藤英二 外崎明彦 岡崎展久 近江徹大 増田良昭 吉見絹 角田文 村田和代 吉岡亜紀子 坂下しのぶ 安藤惠理子 高築さおり 鹿島優子 田島凛々 二階堂美由紀 植草和世 | パメラ・アドロン ルイス・アークェット コーリー・バートン アレックス・フェルナンデス ジャック・フレッチャー パット・フラリー ジョン・ホステッター ジョン・ラフター・リー マッタ・マッケンジー マイケル・マクシェーン マット・K・ミラー マーニー・モジマン アダム・ポール デヴィッド・ラズナー ドワイト・シュルツ |

## スタッフ

### 映像制作
| 製作                 | 製作                 | 徳間康快 |
| 音楽                 | 音楽 ピアノ          | 久石譲 |
| 音楽                 | 指揮                 | 熊谷弘 |
| 音楽                 | 演奏                 | 東京シティ・フィルハーモニック管弦楽団 |
| 作画監督             | 作画監督             | 安藤雅司、高坂希太郎、近藤喜文 |
| 原画                 | 原画                 | 大塚伸治、篠原征子、森友典子、賀川愛、小西賢一、遠藤正明、清水洋、粟田務、箕輪博子、三原三千雄、大谷敦子、稲村武志、芳尾英明、二木真希子、山田憲一、松瀬勝 桑名郁朗、松尾真理子、河口俊夫、野田武広、杉野左秩子、近藤勝也、金田伊功、笹木信作、山森英司、吉田健一、高坂希太郎、近藤喜文 テレコム・アニメーションフィルム 田中敦子 |
| 動画チェック         | 動画チェック         | 舘野仁美、中村勝利、斎藤昌哉、中込利恵、小野田和由 |
| 動画                 | 動画                 | 手島晶子、大村まゆみ、北島由美子、真野鈴子、坂野方子、柴田和子、倉田美鈴、沢九里、鈴木麻紀子、鈴木まり子、菊池華、鶴岡耕次郎、田村篤、野口美律、藤井香織、米林宏昌 矢地久子、山田珠美、川田学、佐光幸恵、アレキサンドラ・ワエラウフ、ダビッド・エンシナス、東誠子、山浦由加里、西戸スミエ、槇田喜代子、富沢恵子、コマサ、土岐弥生、柴田絵里子 長嶋陽子、椎名律子、岩柳恵美子、藤森まや、近藤梨恵、常木志伸、西河広美、渡辺恵子、谷平久美子、矢野守彦、古屋浩美、安達昌彦、山本まゆみ、中山大介、田辺正恵、新留理恵、松下敦子 手塚寛子、原口ちはる テレコム・アニメーションフィルム 飯盛夏子、渡邊奈津子、矢沢真由、東樹葉子、中路景子、毛利志乃舞、小高雅子、上田峰子、板垣伸、安留博子、富野昌江、式部美代子、与沢桂子、平井和子、藤倉雅代、宇田明彦 |
| 作画協力             | 作画協力             | アニメトロトロ、OH!プロダクション、スタジオコクピット、スタジオたくらんけ、グループどんぐり |
| 美術監督             | 美術監督             | 山本二三 田中直哉、武重洋二、黒田聡、男鹿和雄 |
| 背景                 | 背景                 | 吉田昇、春日井直美、長縄恭子、斉藤久恵、伊奈涼子、平原さやか、荒井貞幸、太田清美、谷口淳一、長田昌子、佐々木洋明、田村盛揮 |
| 特殊美術             | 特殊美術             | 福留嘉一 |
| 特殊効果             | 特殊効果             | 谷藤薫児、橋爪朋二、村上正博、榊原豊彦、谷口久美子 |
| 色彩設計             | 色彩設計             | 保田道世 |
| 色指定               | 色指定               | 井関真代、森奈緒美、守屋加奈子 |
| 仕上                 | 彩色                 | 小野暁子、熱田尚美、鍋田富美子、野村雪絵、山田和子、鈴木栄一、片山由里子 スタジオキリー 岩切当志子、高橋直美、宮本智恵美、清水まり子、森沢千代美、渡辺信子、平林和広、谷島香、石川香織、土屋裕美、工藤百合子、原井智恵、児玉淳、浦山和恵、平林ふみ子、泰野君子 石黒静、吉田美夜子、高木小百合、後藤恵子、大隈昌子、佐々木恵子、角田和子、中釜かおる IMスタジオ 伊勢田美代子、尾崎美人、鉢田恒、浅井より子、西村豊美、森田薫、安味香織、大内一美、木村裕美子、天満友美、佐藤けい子、赤沼茂子、前原絹代、船崎幸子、板原多恵、小林一夫 トレーススタジオM 安斉直美、相原明子、杉山和歌子、金内順子、醍醐玲子、本橋恵美子、松尾めぐみ、大城ひろ子 東映動画 黒沢和子、奥西紀代美、坂野園江、入江三瓶子、五十嵐令子、古屋純子、藤橋清美、戸塚友子 テレコム・アニメーションフィルム 山本智子、人位万里、長嶋さゆり、太田真弥子、石川恵里子、西脇好美、宮川淳子、長岡純子 |
| 仕上                 | トレスマシン         | 柚木脇達巳 |
| 仕上                 | 協力会社             | スタジオOM青森ワークス、アニメハウス、はだしぷろ、ピーコック、ムッシュオニオン、スタジオOZ、スタジオアド |
| 仕上                 | デジタルペイント     | 石井裕章、佐藤麻希子、杉野亮、服部圭一郎 高橋プロダクション/T2Studio 高橋加奈子、石堂めぐみ、村田ゆき、下江由美子、恒田由紀子 DR MOVIE T&V |
| 技術協力             | 技術協力             | 村尾守 スタック 斉藤芳郎 内外カーボンインキ 太陽色彩 北村繁治 CHROMACOLOUR INTERNATIONAL LTD ROY EVANS |
| CG                   | CG                   | 菅野嘉則、百瀬義行、片塰満則、井上雅史 |
| 撮影監督             | 撮影監督             | 奥井敦 |
| 撮影                 | 撮影                 | 藪田順二、高橋わたる、古城環 |
| 音響制作             | 音響制作             | オムニバスプロモーション |
| 音響監督             | 音響監督             | 若林和弘 |
| 音響助手             | 音響助手             | 真山惠衣 |
| 録音 整音            | 録音 整音            | 井上秀司 |
| 録音助手             | 録音助手             | 福原正博 |
| 整音助手             | 整音助手             | 浅倉務、高木創、内田誠 |
| 音響効果制作         | 音響効果制作         | サウンドリング |
| 音響効果             | 音響効果             | 伊藤道廣 |
| 音響効果助手         | 音響効果助手         | 石野貴久 |
| 音響効果協力         | 音響効果協力         | VDX 猪飼和彦、渡辺基、時田滋 |
| 音響効果取材協力     | 音響効果取材協力     | 加藤隆雄、山村綱廣 愛知県鳳来町、東京都北区弓道連盟、正宗工芸 |
| 音楽制作             | 会社                 | ワンダーシティ、スタジオジブリ |
| 音楽制作             | マネージメント       | 山下幸郎 |
| 音楽制作             | A&R                  | 滝川透、稲城和実 |
| エンジニア           | レコーディング       | 大川正義、森本信、浜田純伸 |
| エンジニア           | マスタリング         | 加藤正昭 |
| エンジニア           | アシスタント         | 石原裕也、古川健司 |
| CD制作               | 会社                 | 徳間ジャパンコミュニケーションズ |
| CD制作               | A&R                  | 岡田知子 |
| CD制作               | 協力会社             | ヤマハ |
| CD制作               | フォトグラファー     | 落合淳一、浦谷年良 |
| 録音スタジオ         | 音楽収録             | ワンダーステーション、アバコクリエイティブスタジオ |
| 録音スタジオ         | 台詞収録             | MITスタジオ 池場達也、西島理恵、八十嶋裕樹 アバコクリエイティブスタジオ 金井光晴、廣岡信貴 |
| 録音所               | 録音所               | 東京テレビセンター |
| タイトル             | タイトル             | 真野薫、吉田由香里 |
| リスマーク           | リスマーク           | CNT508 |
| 編集                 | 編集                 | 瀬山武司 |
| 編集助手             | 編集助手             | 水田経子、内田恵、田村眞子 |
| 編集所               | 編集所               | 瀬山編集室 |
| 監督助手             | 監督助手             | 伊藤裕之 |
| 演出助手             | 演出助手             | 有富興二、石曽根正勝 |
| 制作担当             | 制作担当             | 川端俊之 |
| 制作デスク           | 制作デスク           | 田中千義、西桐共昭 |
| 制作進行             | 制作進行             | 大塚浩二、居村健治、鈴木健一郎 |
| 制作業務             | 制作業務             | 野中晋輔、望月雄一郎 |
| キャラクター商品開発 | キャラクター商品開発 | 今井知巳、浅野宏一 |
| インターネット       | インターネット       | 石光紀子 |
| プロデューサー補     | プロデューサー補     | 米沢敬博 |
| 出版担当             | 出版担当             | 田居因 |
| 予告編制作           | 予告編制作           | ガル・エンタープライズ 板垣恵一、花本浩子 |
| 海外プロモート担当   | 海外プロモート担当   | スティーブン・アルパート、森吉浩予、濱田啓路 |
| 現像                 | 会社                 | IMAGICA |
| 現像                 | タイミング           | 平林弘明 |
| 現像                 | オプチカル           | 関口正晴 |
| 現像                 | デジタルフィルムI/O  | 辻英男 |
| DOLBY                | 技術協力             | 森幹生 コンチネンタル ファーイースト |
| DOLBY                | 光学録音             | 上田太士 |
| DOLBY                | デジタル光学録音     | 西尾昇 |
| アニメーション制作   | アニメーション制作   | スタジオジブリ |
| プロデューサー       | プロデューサー       | 鈴木敏夫 |
| 原作 脚本 監督       | 原作 脚本 監督       | 宮崎駿 |

### 製作委員会
| 総指揮         | 総指揮         | 徳間康快 |
| 代表           | 代表           | 氏家齊一郎、成田豊 |
| 代表委員       | 代表委員       | 山下辰巳、藤井睦夫 |
| 推進指揮       | 推進指揮       | 漆戸靖治、間部耕苹、桂田光喜 |
| 推進委員       | 推進委員       | 大塚勤、萩原敏雄、俣木盾夫 |
| 広報           | 広報           | 山本珠実、長澤美奈子 |
| プロデューサー | プロデューサー | 菊川幸夫、武井英彦、中谷敏夫、渡辺哲也 |
| 実行委員       | 実行委員       | 徳間書店 小金井道宏、室井實、塚原昇、伊藤純子 日本テレビ 坂田信久、伊藤和明、長崎佳子、藤本鈴子、野元佳子、門屋大輔、紙谷知子 電通 百瀬伸夫、野田考也、勝田祥三、青柳教載、福山亮一、曽我有信 スタジオジブリ 古林繁、荒井章吉、一村晃夫、洞口朋紀、駒形正吾、藤津英子 |
| 製作担当       | 製作担当       | 奥田誠治 |
| 企画協力       | 企画協力       | アニメージュ編集部 渡邊隆史、松岡光譲 |
| 宣伝           | プロデューサー | 矢部勝 |
| 宣伝           | 係             | 東宝 新井重人、伴田雄輔 メイジャー 脇坂守一、岡村尚人、土屋勝、小柳道代、笹田文代、机ちひろ、福田のぞみ、加藤麻里子、原美恵子、渡辺美佳 |
| 宣伝           | 特別顧問       | 徳山雅也 |
| キャッチコピー | キャッチコピー | 糸井重里 |
| 特別協賛       | 特別協賛       | 日本生命 |
| 特別協力       | 特別協力       | 読売新聞 |
| 配給           | 配給           | 東宝 |

- 英語版演出 - ジャック・フレッチャー
- 英語版脚本 - ニール・ゲイマン

## 主題歌
「もののけ姫」
作詞 - 宮崎駿 / 作曲 - 久石譲 / 編曲 - 久石譲 / 歌 - 米良美一

## 挿入歌
「エボシ タタラうた」
作詞 - 宮崎駿 / 作曲 - 久石譲 / 編曲 - 久石譲 / 歌 - 新倉芳美、木村真紀、下成佐登子

## 興行と賞歴
1997年7月12日の公開後、すぐさま爆発的なヒットとなった。各週刊誌やスポーツ新聞には「もののけ妻」「おのろけ姫」「そこのけ姫」などの派生語が並び、昼のワイドショー番組では、「もののけ、もののけ！」としゃべる都内の女子高生が紹介された。観客層も幅広く、子連れの夫婦や普段アニメを観ないのではないかと推測される年齢の人々までも巻き込み、その影響は社会現象と評された。
最終的には、興行収入193億円、観客動員数1420万人(再上映分の収入及び動員数を含まず)を記録し、当時の日本歴代興行収入第1位となった。また、日本の映画史上初めて、配給収入100億円に到達した。20世紀の日本映画（邦画）興行収入第1位。

### 再上映
2020年、新型コロナウイルスの流行によって新作映画の供給が困難になったことを受け、同年6月26日から8月まで全国の映画館で本作の再上映が行われた。再上映による興行収入は8.8億円にのぼり、同年12月15日にこれまでの興行収入（193.0億円）に加算され、正式な興行収入記録は201.8億円となった。また、同じくスタジオジブリ制作、宮崎駿監督作品である『ハウルの動く城』の興行収入（196.0億円）を抜いた。
再上映時の週間興行順位の推移
| 上映週 | 週末日付            | 順位 | 備考            |
| ------ | ------------------- | ---- | --------------- |
| 1      | 2020年06月27日-28日 | 2位  |                 |
| 2      | 2020年07月04日-05日 | 2位  |                 |
| 3      | 2020年07月11日-12日 | 2位  | [ 100 ] [ 101 ] |
| 4      | 2020年07月18日-19日 | 3位  | [ 102 ]         |
| 5      | 2020年07月25日-26日 | 3位  | [ 103 ]         |
| 6      | 2020年08月01日-02日 | 3位  | [ 104 ]         |
| 7      | 2020年08月08日-09日 | 7位  | [ 105 ]         |

日本歴代興行収入第1位の大当たりに、製作総指揮の徳間康快は仲のよい岡田茂東映会長から「百年に一度の奇跡だぞ」と言われた。徳間は「何本も当てて世界のアニメプロデューサーになる」と豪語した。『もののけ姫』は日本で公開された洋画も含めても歴代一位で、徳間は岡田の受け売りで「百年に一本」を周りに吹いた。20世紀はあと数年しかなく、このまま日本での20世紀最大のヒットの称号を手にするかに思えたが、翌年『タイタニック』によって抜かれた。2001年にすぐに『千と千尋の神隠し』で抜き返したが、徳間は2000年に死去しており、これを見ることはなかった。
日本国内におけるDVDとVHSを合わせたビデオグラム出荷本数は2007年5月時点で440万本。
1999年1月22日に『金曜ロードショー』で初のTV放送がされ関東地区で35.1%、西日本地区で40.8%という高い視聴率を獲得した。これは、『金曜ロードショー』歴代視聴率第2位の記録である。
香港での興行収入は654万香港ドル、全米では1000万ドル。
- 第1回文化庁メディア芸術祭アニメーション部門大賞
- 第52回毎日映画コンクール
  - 日本映画大賞
  - アニメーション映画賞
- 第21回日本アカデミー賞最優秀作品賞
- 朝日デジタルエンターテイメント大賞・シアター部門賞
- アニメーション神戸'97[109][110][111][112][113]
  - 部門賞（演出部門）
  - 部門賞（デジタル技術部門）
  - アワード（劇場映画の部）
- マルチメディアグランプリ'97・MMCA特別賞
- 第15回ゴールデングロス賞・最優秀金賞、特別功労大賞[114]
- 第22回報知映画賞・特別賞
- 第10回日刊スポーツ映画大賞・石原裕次郎賞
  - 監督賞
  - 石原裕次郎賞
- 第39回毎日芸術賞・映像・映画部門
- エランドール賞・特別賞
- 日本映画ペンクラブ・97年度ベスト5日本映画部門1位
- 第40回ブルーリボン賞・特別賞
- おおさか映画祭・特別賞
- 高崎映画祭・最優秀監督賞
- 映画鑑賞団体全国連絡会議・日本映画作品賞
- 文化庁優秀映画・優秀映画作品賞
- 読売映画・演劇広告賞 優秀賞
- 日経優秀製品・サービス賞、最優秀賞、日本経済新聞賞
- 第39回日本レコード大賞・作曲賞、アルバム企画賞（サントラ）
- 日本のメディア芸術100選アニメ部門選出[115]
- 第70回アカデミー国際長編映画賞（旧外国語映画賞）日本代表

## 売上記録
（日本国内）
| 内容                                            | 記録                                                                           | 補足                                                           |
| ----------------------------------------------- | ------------------------------------------------------------------------------ | -------------------------------------------------------------- |
| 興行収入                                        | 201.8億円                                                                      | 英語版の日本興行分除く、再上映含めた2020年12月現在の正式な記録 |
| 配給収入                                        | 約113億円                                                                      | 英語版の日本興行分・再上映除く                                 |
| 動員                                            | 1420万人                                                                       | 英語版の日本興行分・再上映除く                                 |
| 『イメージアルバム』                            | 7万枚出荷（1996年7月22日発売のCD） 0.5万枚出荷（2004年発売の再発CD）           |                                                                |
| 『サウンドトラック』                            | 50万枚出荷（1997年7月2日発売のCD）                                             |                                                                |
| 『交響組曲』                                    | 8万枚出荷（1998年7月8日発売のCD）                                              |                                                                |
| 主題歌『もののけ姫』                            | 60万枚出荷（1997年発売のシングルCD） 0.5万枚出荷（2004年発売の再発シングルCD） |                                                                |
| VHS（1998年9月発売）                            | 400万本出荷                                                                    | 2005年3月現在                                                  |
| DVD（2001年11月発売、本編+映像特典の3枚組）     | 50万枚出荷                                                                     | 2005年3月現在                                                  |
| 映画パンフレット                                | 262万部                                                                        |                                                                |
| フィルムコミック                                | 180万部以上                                                                    | 4巻計                                                          |
| 『THE ART OF The Princess MONONOKE もののけ姫』 | 10万部近く                                                                     | 定価2800円                                                     |

## テレビ放送の視聴率
| 回数 | 放送日                   | 視聴率 |
| ---- | ------------------------ | ------ |
| 1    | 1999年01月22日（金）     | 35.1%  |
| 2    | 2001年01月26日（金）     | 26.9%  |
| 3    | 2003年02月14日（金）     | 27.0%  |
| 4    | 2004年11月19日（金）     | 23.3%  |
| 5    | 2006年05月12日（金）     | 18.2%  |
| 6    | 2010年01月08日（金）     | 18.4%  |
| 7    | 2011年07月01日（金）     | 15.9%  |
| 8    | 2014年07月04日（金）     | 21.9%  |
| 9    | 2016年08月05日（金）     | 15.1%  |
| 10   | 2018年10月26日（金）     | 12.8%  |
| 11   | 2021年08月13日（金）     | 13.8%  |
| 12   | 2023年07月21日（金）     | 12.6%  |
| 13   | 2025年08月29日（金）予定 | %      |

## DVD
現在発売されているDVDには、日本語、英語、フランス語、広東語、ドイツ語、イタリア語、スペイン語、ポルトガル語の8か国語が収録されている。また、2001年には制作過程を描いたメイキングDVD『「もののけ姫」はこうして生まれた。』（ブエナ・ビスタ・ホーム・エンターテイメント）が発売された。

## 舞台化
イギリスの若手劇団「Whole Hog Theatre」（ホール・ホグ・シアター）によって舞台化される。劇団が宮崎の友人であるニック・パークを通してオファーしたところ、劇団が作成したテスト映像を見た宮崎がGOサインを出したという。宮崎が自作の舞台化を許諾するのはこれが初。
イギリスではロンドンにあるニュージオラマシアターにて上演。2013年4月2日 - 6日のチケットは発売から72時間で、6月18日-29日の再演は4時間半で売り切れた。日本では2013年4月29日 - 5月6日、渋谷アイアシアタートーキョーにて上演される。キャストの中には、唯一の日本人、ニューヨークを拠点に活動中の女優・ダンサー・シンガーのYuriko Miyake（三宅由利子）が含まれている。作中のテーマソング『もののけ姫』も彼女が歌っている。人間以外のキャラクターは古着・ビニールやペットボトルなどの廃材を使用して作られたパペットで表現していた。

### スタッフ
- 構成・演出：アレクサンドラ・ルター
- 原作：『もののけ姫』宮崎駿
- オリジナル音楽：久石譲
- 舞台版編曲：ケリン・タットマン
- 脚本翻訳 / ドラマトゥルク：三宅由利子

## 関連商品

### 作品本編に関するもの
映像ソフト
- もののけ姫 LD - 徳間書店（1998年6月26日）
- もののけ姫 VHS - ブエナ・ビスタ・ホーム・エンターテイメント（1998年6月26日）
  - 「もののけ姫」はこうして生まれた VHS - ブエナ・ビスタ・ホーム・エンターテイメント（1998年6月26日）

- もののけ姫 DVD - ブエナ・ビスタ・ホーム・エンターテイメント（2001年11月21日）
  - 「もののけ姫」はこうして生まれた DVD - ブエナ・ビスタ・ホーム・エンターテイメント（2001年11月21日）
  - DVD（宮崎駿監督作品集） - ウォルト・ディズニー・スタジオ・ジャパン（2014年7月2日）

- もののけ姫 Blu-ray Disc - ウォルト・ディズニー・スタジオ・ジャパン（2013年12月4日）
  - Blu-ray Disc（宮崎駿監督作品集） - ウォルト・ディズニー・スタジオ・ジャパン（2014年7月2日）

出版
- もののけ姫（宮崎駿・絵、徳間書店、1993年12月31日）ISBN 4-19-860040-6
- THE ART OF The Princess MONONOKE もののけ姫（スタジオジブリ責任編集、徳間書店、1997年8月20日）ISBN 4-19-810002-0
- もののけ姫 上（徳間アニメ絵本）（徳間書店、1997年9月30日）ISBN 4-19-860762-1
- もののけ姫 下（徳間アニメ絵本）（1997年9月30日）ISBN 4-19-860763-X
- もののけ姫（ジス・イズ・アニメーション）（小学館、1997年10月1日）ISBN 4-09-101542-5
- もののけ姫―フィルムコミック（1）（徳間書店、1997年10月1日）ISBN 4-19-770052-0
- もののけ姫―フィルムコミック（2）（1997年10月1日）ISBN 4-19-770053-9
- もののけ姫―フィルムコミック（3）（1997年11月1日）ISBN 4-19-770054-7
- もののけ姫―フィルムコミック（4）（1997年11月1日）ISBN 4-19-770055-5
- もののけ姫 ロマンアルバム（アニメージュ編集部編、徳間書店、1997年11月1日）ISBN 4-19-720026-9
- 「もののけ姫」の秘密 遥かなる縄文の風景（批評社、1998年10月10日）ISBN 4-8265-0261-3
- 「もののけ姫」はこうして生まれた。（徳間書店、1998年10月30日）ISBN 4-19-860930-6
- 『もののけ姫』から『ホーホケキョ となりの山田くん』へ テーマは「生きろ。」から「適当」へ…!?（スタジオジブリ・徳間書店、1999年7月31日）ISBN 4-19-861046-0
- もののけ姫 完全版―フィルムコミック（1）（徳間書店、2000年4月28日）ISBN 4-19-770069-5
- もののけ姫 完全版―フィルムコミック（2）（2000年4月28日）ISBN 4-19-770073-3
- もののけ姫 完全版―フィルムコミック（3）（2000年4月28日）ISBN 4-19-770074-1
- もののけ姫 完全版―フィルムコミック（4）（2000年4月28日）ISBN 4-19-770075-X
- もののけ姫 完全版―フィルムコミック（5）（2000年6月1日）ISBN 4-19-770076-8
- ROMAN ALBUM GHIBLI How did America view PRINCESS MONONOKE?（スタジオジブリ・徳間書店、2000年5月20日）ISBN 4-19-720117-6
- もののけ姫（スタジオジブリ絵コンテ全集11）（スタジオジブリ・徳間書店、2002年1月28日）ISBN 4-19-861475-X
- もののけ姫（シネマ・コミック10）（文藝春秋・文春ジブリ文庫、2018年12月）ISBN 978-4-16-812109-8

音楽
- もののけ姫 徳間ジャパンコミュニケーションズ（再発版2004年10月27日、オリジナル1997年6月25日）
- もののけ姫 イメージアルバム 徳間ジャパンコミュニケーションズ（〈再発版CD/2004年9月29日〉TKCA-770946〈オリジナル盤 / 1996年7月22日〉）
- もののけ姫 サウンドトラック 徳間ジャパンコミュニケーションズ（1997年7月2日）
- 交響組曲 もののけ姫 徳間ジャパンコミュニケーションズ（1998年7月8日）